# Creme de barbear
Um creme de barbear (ou loção para barbear se é líquido ou gel para barbear se se apresenta na forma de gel) é um produto químico que se utiliza ao barbear-se.
Existem cremes de barbear, e mais genericamente, formulações para barbear, que são formadores de espuma, e nisto baseiam seu uso pelo espalhamento no rosto ou superfície de pele a ter os pelos cortados, e outros que são isentos de espuma, normalmente baseados em óleos, tanto minerais quanto vegetais, e outros lubrificantes, tais como ésteres sintéticos, e emolientes, que apenas lubrificam o corte.
Ainda que as características variem de um produto a outro, os objetivos destes produtos são:
- Amaciar a barba, o que facilita o barbear.
- Lubrificar o corte, permitindo um deslizamento mais suave da lâmina(s).
- Umedecer a pele, deixando-a lisa e com bom aspecto.
- Abrir os poros.
- Ação desinfetante e cicatrizante (para os cortes que possam se produzir durante o processo).
- Evitar a dor durante o processo.